# Euchromia flava
Euchromia flava là một loài bướm đêm thuộc phân họ Arctiinae, họ Erebidae.